# ماراکاس (برزیل)
ماراکاس (به پرتغالی: Maracás) یک منطقهٔ مسکونی در برزیل است که در باهیا واقع شده‌است. ماراکاس ۲۰٬۳۹۳ نفر جمعیت دارد.